# 인천광역시의 고등학교 목록
다음 목록은 인천광역시에 있는 고등학교 목록이다.

## 가
가림고등학교 ·  가정고등학교 ·  가좌고등학교 ·  강남영상미디어고등학교 ·  강화고등학교 ·  강화여자고등학교 ·  검단고등학교 ·  계산고등학교 ·  계산공업고등학교 ·  계산여자고등학교 ·  계양고등학교 ·  광성고등학교 ·  교동고등학교

## 다
대인고등학교 ·  대청고등학교 ·  덕신고등학교 ·  덕적고등학교 ·  도림고등학교 ·  동산고등학교 ·  동인천고등학교

## 마
명신여자고등학교 ·  문곡고등학교 ·  문일여자고등학교 ·  문학정보고등학교 ·  미추홀외국어고등학교

## 바
박문여자고등학교 ·  백령고등학교 ·  백석고등학교 ·  부개고등학교 ·  부개여자고등학교 ·  부광고등학교 ·  부광여자고등학교 ·  부평고등학교 ·  부평공업고등학교 ·  부평여자고등학교

## 사
산마을고등학교 ·  삼산고등학교 ·  서도고등학교 ·  서운고등학교 ·  서인천고등학교 ·  석정여자고등학교 ·  선인고등학교 ·  세일고등학교 ·  송도고등학교 ·  숭덕여자고등학교 ·  신명여자고등학교 ·  신송고등학교

## 아
안남고등학교 ·  연수고등학교 ·  연수여자고등학교 ·  연평고등학교 ·  영종국제물류고등학교 ·  영화관광경영고등학교 ·  옥련여자고등학교 ·  인명여자고등학교 ·  인성여자고등학교 ·  인일여자고등학교 ·  인제고등학교 ·  인천고등학교 ·  인천고잔고등학교 ·  인천공항고등학교 ·  인천과학고등학교 ·  인천과학예술영재학교 ·  인천국제고등학교 ·  인천금융고등학교 ·  인천기계공업고등학교 ·  인천남고등학교 ·  인천남동고등학교 ·  인천논현고등학교 ·  인천대건고등학교 ·  인천디자인고등학교 ·  인천마전고등학교 ·  인천만수고등학교 ·  인천미래생활고등학교 ·  인천바이오과학고등학교 ·  인천반도체고등학교 ·  인천보건고등학교 ·  인천부흥고등학교 ·  인천뷰티예술고등학교 ·  인천비즈니스고등학교 ·  인천산곡고등학교 ·  인천상정고등학교 ·  인천생활과학고등학교 ·  인천세원고등학교 ·  인천소방고등학교 ·  인천송천고등학교 ·  인천신현고등학교 ·  인천여자고등학교 ·  인천여자상업고등학교 ·  인천연송고등학교 ·  인천영선고등학교 ·  인천영종고등학교 ·  인천영흥고등학교 ·  인천예술고등학교 ·  인천예일고등학교 ·  인천외국어고등학교 ·  인천원당고등학교 ·  인천이음고등학교 ·  인천재능고등학교 ·  인천전자마이스터고등학교 ·  인천중산고등학교 ·  인천중앙여자고등학교 ·  인천진산과학고등학교 ·  인천청라고등학교 ·  인천체육고등학교 ·  인천초은고등학교 ·  인천포스코고등학교 ·  인천하늘고등학교 ·  인천대중예술고등학교 ·  인천아라고등학교 ·  인천해사고등학교 ·  인천해송고등학교 ·  인천해양과학고등학교 ·  인천해원고등학교 ·  인천효성고등학교 ·  인평자동차고등학교 ·  인하대학교 사범대학 부속고등학교 ·  인항고등학교 ·  인화여자고등학교

## 자
작전고등학교 ·  작전여자고등학교 ·  정석항공과학고등학교 ·  제물포고등학교 ·  제일고등학교

## 하
학익고등학교 ·  학익여자고등학교 ·  한국글로벌셰프고등학교 ·  한국주얼리고등학교